# Prowincja Andahuaylas
Prowincja Andahuaylas – jedna z siedmiu prowincji w regionie Apurímac ze stolicą w mieście Andahuaylas. W skład prowincji wchodzi 19 dystryktów. Powierzchnia prowincji wynosi 3 987 km², a liczba ludności równa jest 142 140.

## Podział prowincji
Prowincja Andahuaylas dzieli się na 19 dystryktów:
- Andahuaylas
- Andarapa
- Chiara
- Huancarama
- Huancaray
- Huayana
- Huancarama
- Kaquiabamba
- Kishuara
- Pacobamba
- Pacucha
- Pampachiri
- Pomacocha
- San Antonio de Cachi
- San Jerónimo
- San Miguel de Chaccrapampa
- Santa María de Chicmo
- Talavera de la Reyna
- Tumay Huaraca
- Turpo